# Bertie Baigent

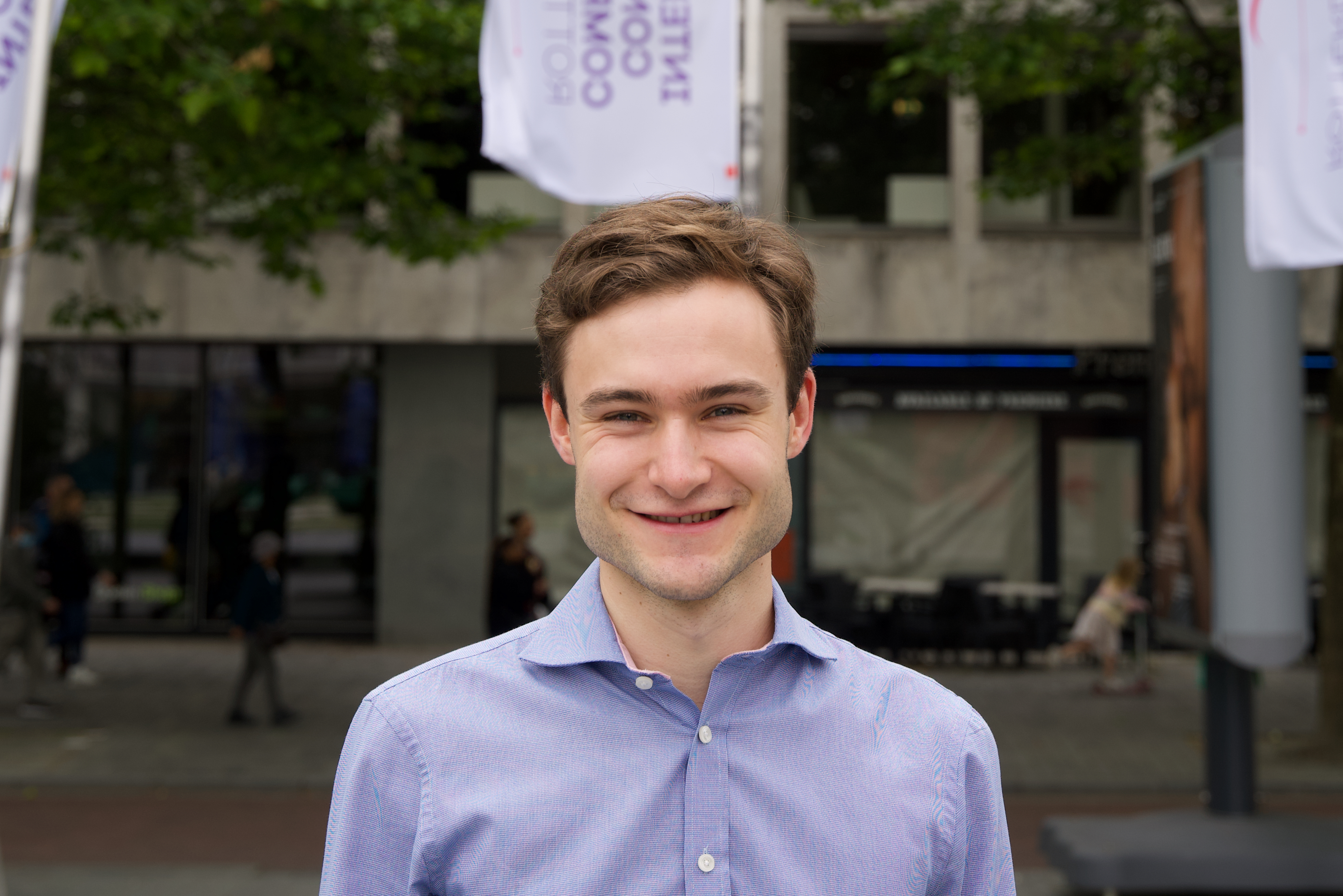
Bertie Baigent (2022)

Robert Edward Series Baigent (* 26. März 1995 in Oxford) ist ein englischer Dirigent, Komponist und Organist.

## Leben und Werk
Bertie Baigent studierte Musikwissenschaften am Jesus College (Universität Cambridge), wo er auch als Orgelstipendiat tätig war, und absolvierte anschließend bei ein Masterstudium in den Fächern Orchesterdirigieren und Komposition an der Royal Academy of Music in London, wo er von Sian Edwards und Patrick Nunn unterrichtet wurde.
Er ist derzeit musikalischer Leiter des Waterperry-Opernfestivals (seit 2017) sowie Assistenzdirigent des Rotterdams Philharmonisch Orkest und des City of Birmingham Symphony Orchestra (seit 2022). Von 2018 bis 2020 bekleidete er die gleiche Funktion bei der Colorado Symphony in Denver.
Als Gastdirigent leitete er u. a. das London Philharmonic Orchestra, das Royal Scottish National Orchestra, das St. Louis Symphony Orchestra, das Orchester des Teatro Regio di Torino sowie das Neue Philharmonieorchester Japan. Im Juni 2023 debütierte er als Operndirigent beim Glyndebourne Festival.
Im Juni 2022 wurde Baigent der erste Preis („Grand Prix“) beim Internationalen Dirigentenwettbewerb Rotterdam verliehen. Zusätzlich zum Hauptpreis für die beste Gesamtleistung im Wettbewerb gewann er zwei Sonderpreise in den Kategorien für klassische Sinfonik sowie groß besetzte romantische und moderne Sinfonik. Im Rahmen der fünf Finalrunden dirigierte er das Rotterdams Philharmonisch Orkest, den sinfonischen Chor Laurens Symfonisch, das Orchester des 18. Jahrhunderts, das Doelen Ensemble und die Sinfonia Rotterdam.
Baigent ist ein mehrfach preisgekrönter Komponist, dessen von Stainer & Bell verlegten Werke u. a. vom Orchester des Royal Opera House unter der Leitung von Antonio Pappano sowie dem Ensemble Fretwork aufgeführt worden sind. Drei seiner Orgelwerke wurden von dem britischen Organisten Robert Pecksmith in Deutschland uraufgeführt. Eine CD-Einspielung des Orgelstückes Bright spark, shot from a brighter place erschien 2015 bei dem Berliner Label JUBAL.
Die Uraufführung von Baigents Oper Paradise Lost, die auf dem gleichnamigen epischen Gedicht von John Milton basiert, fand im August 2022 in London statt.
Bertie Baigent ist ein Enkel des Physikers George William Series und Neffe der Mathematikerin Caroline Series.